# Parque estatal Morro do Chapéu

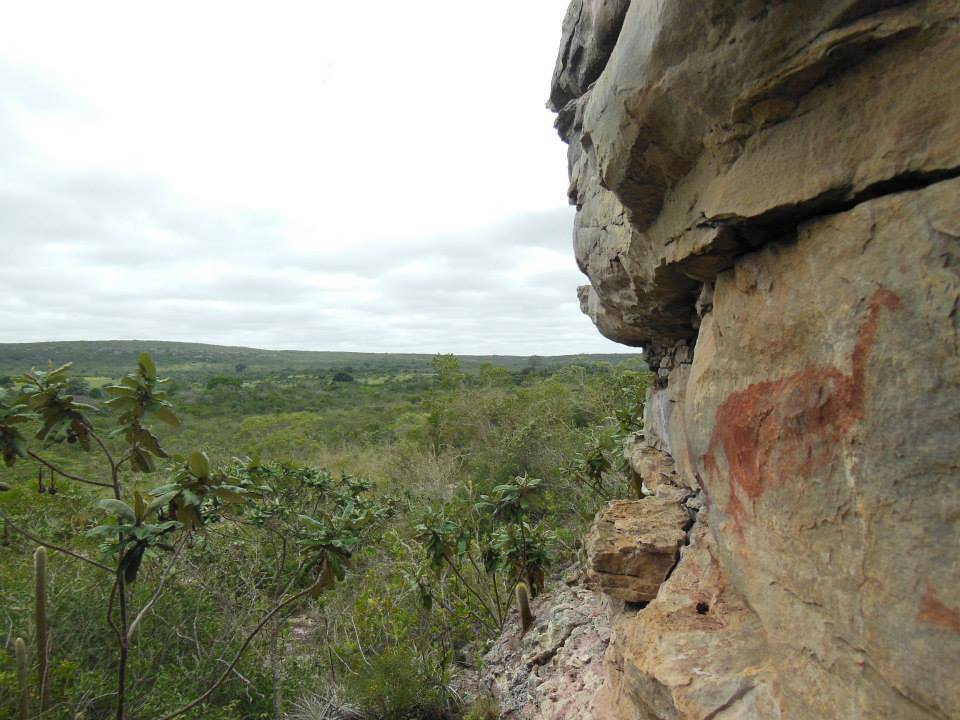
Arte rupestre pre-histórico encontrado en el parque Morro do Chapeu

Parque Estadual Morro do Chapéu se encuentra en el estado de Bahia, en el municipio Morro do Chapéu, región de Piemonte de la Chapada Diamantina. Fue creado por el Decreto 7.413, de 17 de agosto de 1998. El parque se encuentra en la cuenca del Río Paraguaçu y tiene una superficie de 46.000 hectáreas.